# Принцесс Мегонондо
При́нцесс Михаэ́лия О́дри Мегоно́ндо (индон. Princess Mikhaelia Audrey Megonondo; род. 30 августа 2000, Джамби) — индонезийская модель, победительница «Мисс Индонезия 2019». Представляла Индонезию на конкурсе «Мисс мира 2019», где вошла в топ-40.

## Биография
Принцесс Мегонондо родилась 30 августа 2000 года в Джамби в семье яванки и уроженца Джамби. В интервью 2019 года ведущему Даниэлю Мананте её мать объяснила что имя Принцесс  имеет своё значение. Она хотела бы, чтобы её дочь была принцессой, которая могла бы вдохновлять молодое поколение, особенно женщин.
16 февраля 2019 года Принцесс после победы на национальном конкурсе была коронована как «Мисс Индонезия». Она представляла Индонезию на международном конкурсе красоты «Мисс мира 2019» и вошла в топ-40.
Помимо родного индонезийского, владеет английским, французским и мандаринским языками.